# Война за объединение Галицко-Волынского княжества
Война за объединение Галицко-Волынского княжества (1205—1245) — затяжная борьба за власть в Галиче и на Волыни после гибели Романа Мстиславича с участием представителей различных ветвей династии Рюриковичей и социальных слоёв Галицко-Волынского княжества при вмешательстве Венгрии и Польши. Закончилась приходом к власти Романовичей на Волыни (1214), в Галиче (1229, окончательно 1238) и победой под Ярославлем над последним серьёзным претендентом (1245).
В ходе войны ликвидировались удельные княжества, в частности Луцкое и Белзское, князья получали земли от центральной власти на правах подручников. После смерти Даниила Галицкого (1264) 5 лет существовало Холмское и около 30 лет — Волынское княжества, после чего все галицко-волынские земли вновь оказались под властью галицкого князя.

## Периодизация в историографии
В различных вариантах описываемые в статье события именуются: борьбой за восстановление единства Галицко-Волынской Руси, объединением Юго-Западной Руси, сорокалетней феодальной войной в юго-западной Руси, в которой одержала победу великокняжеская власть. И. П. Крипякевич, называющий события внутренней борьбой, продолжавшейся более сорока лет, уточняет и состав участников: сторонниками сильной княжеской власти были широкие слои населения (включая мелкое боярство) и волынские бояре (сподвижники Романа Мстиславича), а их противниками — крупное галицкое боярство, часть волынских князей, стремящихся сохранить свои уделы, Венгрия и Польша, которые поддерживали второстепенных князей в качестве претендентов на галицкий престол. Н. Ф. Котляр пишет о сорокалетней борьбе Романовичей с феодальной оппозицией, черту под которой (а также под попытками Венгрии и Польши захватить Галицию и Волынь) подвела Ярославская битва (1245), за восстановление Галицко-Волынского княжества, созданного Романом и уничтоженного боярами при помощи венгерского короля и польского князя. А. Е. Пресняков упоминает 40-летний период внутренней смуты после гибели Романа.
Некоторыми историками события рассматриваются как часть борьбы основных княжеских династий Руси (волынских Изяславичей, смоленских Ростиславичей, чернигово-северских Ольговичей и суздальских Юрьевичей) за Галицкое княжество в период отсутствия у него собственной правящей династии (1199—1245), включая сюда, таким образом, и период правления Романа Мстиславича.
А. В. Майоров пишет о внутриобщинных противоречиях и межволостных конфликтах в период с момента пресечения первой галицкой династии (1199) до монгольского нашествия. Исследователь выделяет при этом возглавляемую боярами галицкую общину и воздействовавшие на неё внешние силы, включавшие и волынских Изяславичей, и говорит об утихании конфликта при возникновении общего внешнего врага в лице монгольских завоевателей.
Д. Г. Хрусталёв пишет о внутренних усобицах и внешних вторжениях начиная с 1199 года, о периоде относительного спокойствия 1221—1227 (правление Мстислава Удатного) и последовавшей затем затяжной жестокой битве за Галицию вплоть до монгольского нашествия.
М. С. Грушевский, оценивающий события как смуту в Галицко-Волынском княжестве, вызванную борьбой за власть, выделил основные события внутри всего периода войны, принципиально отличавшие один её этап от другого:
1. репрессии Игоревичей против галицких бояр (1211), после которых они перешли к попыткам самостоятельно возглавить княжество;
2. венгро-польское соглашение в Спиши (1214), после которого Венгрия вернулась к политике захвата галицкого престола для представителя своей династии;
3. приход Романовичей к власти на Волыни (1214);
4. смерть Мстислава Удатного (1228).

При этом В. Т. Пашуто также выделяет такие основные этапы, как объединение Волыни (завершилось в 1227—1230) и Галиции, И. П. Крипякевич заканчивает раздел своей работы, предшествующий описанию времени правления Даниила в Галицко-Волынском княжестве, передачей Мстиславом Удатным венгерскому королевичу Галича (1227) и заключением союза против венгров и пинских князей между Мстиславом и Даниилом, а Грушевский акцентирует внимание на том, что смерть Мстислава послужила отправной точкой для самостоятельной борьбы Даниила за Галич.
Ряд историков указывает, что в установлении сильного княжеского правления в Галицко-Волынском княжестве сыграло свою роль монгольское нашествие на Русь, ослабившее местную аристократию. Противоположная точка зрения заключается в том, что нашествие, разорившее крупные экономические центры, расстроившее административное управление и подорвавшее вооружённые силы, ослабило княжескую власть, что выразилось в захватах боярами княжеских земель.
Основным первоисточником по событиям является Галицко-Волынская летопись, датировка которой была проанализирована в сравнении с другими русскими и зарубежными источниками того времени и уточнена  М. С. Грушевским, сдвиг датировки летописи составляет от минус 4 лет в начале до плюс 4 лет в середине XIII века.

## Княжества Галицкое и Волынское
Волынское княжество возникло как волость внутри Киевской Руси в конце IX века и поначалу включало в себя и земли в Прикарпатье. В конце XI века старшим правнукам Ярослава Мудрого удалось утвердиться в Перемышле и Теребовле, выделив их тем самым из Волынского княжества. Перемышльское и Теребовльское княжества были объединены в 1141 году в единое Галицкое княжество.
В 1156 году в Волынском княжестве утвердилась отдельная ветвь Рюриковичей (Изяславичи), из которой происходил Роман Мстиславич (1150—1205). В период борьбы за власть после смерти Ярослава Осмомысла Роману удалось ненадолго вокняжиться в Галиче, но при этом он едва не лишился Волыни.
В 1198 году в Галицком княжестве пресеклась местная династия, и Роману при поддержке поляков удалось прийти к власти к Галиче, объединив таким образом два княжества. Однако уже тогда существовали и другие претенденты (в частности, Игоревичи, внуки Ярослава Осмомысла через дочь), поддержанные влиятельными боярами Кормиличичами. Известно о репрессиях Романа против бояр. В 1201 году бывший тесть Романа великий князь киевский Рюрик Ростиславич с Ольговичами и половцами организовал поход против Романа, но Роман опередил его и занял киевский престол по приглашению киевлян и чёрных клобуков.

## История

### Малолетство Романовичей

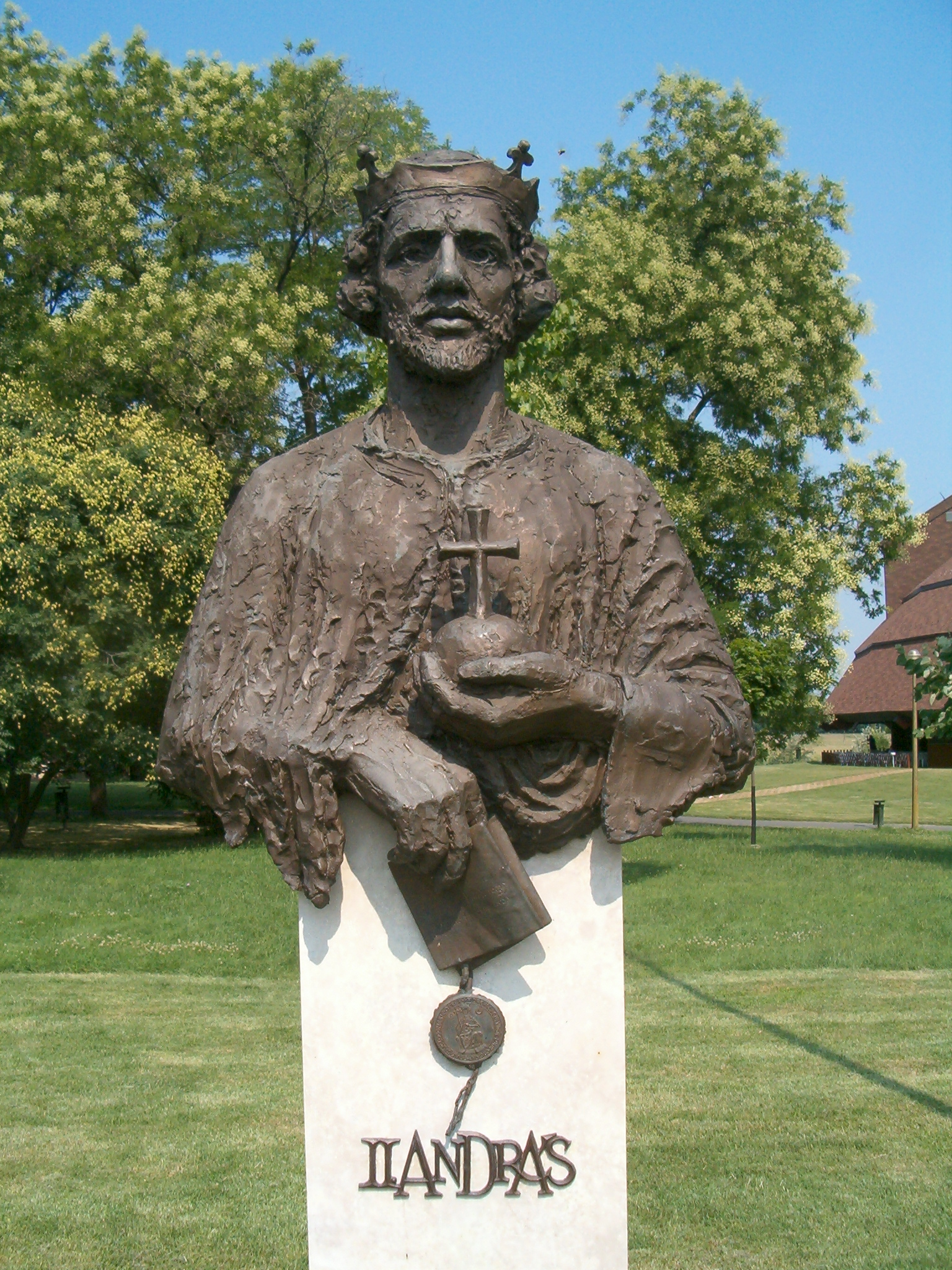
Венгерский король Андраш II

Ещё 30 ноября 1204 года Роман Мстиславич и венгерский король Андраш II заключили соглашение о взаимной помощи и патронате над детьми обоих правителей в случае преждевременной смерти одного из них. После гибели Романа его вдова встретилась с Андрашем II в Саноке и получила в своё распоряжение венгерский гарнизон для защиты Галича.
Узнав о гибели Романа, Рюрик Ростиславич оставил монашеский чин, вернулся на киевское княжение, занимаемое по соглашению 1204 года его сыном, и организовал совместный с Ольговичами и половцами поход на Галич, аналогичный тому, во время организации которого в 1201 году он был изгнан из Киева Романом. И хотя на реке Сирет под Микулином союзники разбили галицко-волынское войско, они затем потерпели поражение под стенами Галича от защитников города. Половецкий хан Котян Сутоевич с братом Сомогуром потеряли в том сражении коней и едва не попали в плен. Союзники вернулись домой, по словам летописца, «со срамом великим», но уже в 1206 году смоленские Ростиславичи, чернигово-северские Ольговичи и половцы провели Черниговский съезд. О содержании достигнутых на нём соглашений данных нет, но в том же году его участники предприняли новый поход на Галич, согласовав действия и с краковским князем Лешеком Белым, в походе против которого погиб Роман. Андраш II уклонился от прямой борьбы, проведя лишь поход в направлении Владимира-Волынского, куда из Галича бежала княгиня с Романовичами, и тем самым расстроил план союзников по походу на Волынь. Однако вскоре княгине с Романовичами пришлось уйти и оттуда, к Лешеку, потому что вернувшиеся в Галич после изгнания бояре Кормиличичи призвали на княжение новгород-северских Игоревичей, приходившихся внуками Ярослава Осмомысла по матери. Лешек «не помянул вражды» и принял родственников.
Король, отказавшись действовать в борьбе за Галич непосредственно, пригласил на галицкое княжение Ярослава из Переяславля, сына Всеволода Большое Гнездо. И хотя план не удалось реализовать и Игоревичи в Галицко-Волынском княжестве всё-таки вокняжились, союз южнорусских князей был разрушен: черниговский князь Всеволод Святославич Чермный в 1206 году выгнал Рюрика из Киева, а Ярослава из Переяславля, тем самым обострив отношения и с его отцом.

#### Правление Игоревичей
Владимир Игоревич занял престол в Галиче, Святослав Игоревич во Владимире-Волынском, а Роман Игоревич в Звенигороде. Сразу же начал складываться направленный против них венгро-польский союз: Даниил был отправлен Лешеком к Андрашу, и тот рассматривал вариант женитьбы Даниила на своей дочери с учётом того факта, что на тот момент у него ещё не было наследников мужского пола. На первых порах Владимир откупился от венгров и поляков, но в 1207 году Лешек женился на волынской княжне Гремиславе (по различным версиям, дочь Ингваря Ярославича либо Александра Всеволодовича), а в 1208 году вернул Владимир волынским Изяславичам (младшему двоюродному брату Романовичей, но более старшему по возрасту, Александру Всеволодовичу), а Андраш II поддержал претензии Романа Игоревича на галицкое княжение. Владимир Игоревич бежал в Путивль.
Затем, в 1210 году, когда на галицком престоле ненадолго утвердился Ростислав Рюрикович, Роман вернулся в Галич, но на этот раз был захвачен венграми. Тогда галицкие бояре в первый раз воспользовались помощью пересопницкого князя Мстислава Немого, совершившего набег под Галич. Затем Роман бежал из плена, помирился с Владимиром, и они заняли прежние столы, Святослав Игоревич — Перемышль, Изяслав Владимирович — Теребовль. От продолжения конфликта с Венгрией они вновь откупились (1210).
Во Владимире в 1209—1210 годах место Александра занимал старший из волынских князей, Ингварь Ярославич. Ингварь не был популярен среди бояр, а после возвращения на престол Александра Лешек поддержал идею вдовы Романа о передаче родового княжества Александра, Белзского, Романовичам; взамен под власть волынского князя вернулся западный берег Буга.

#### Боярское правление

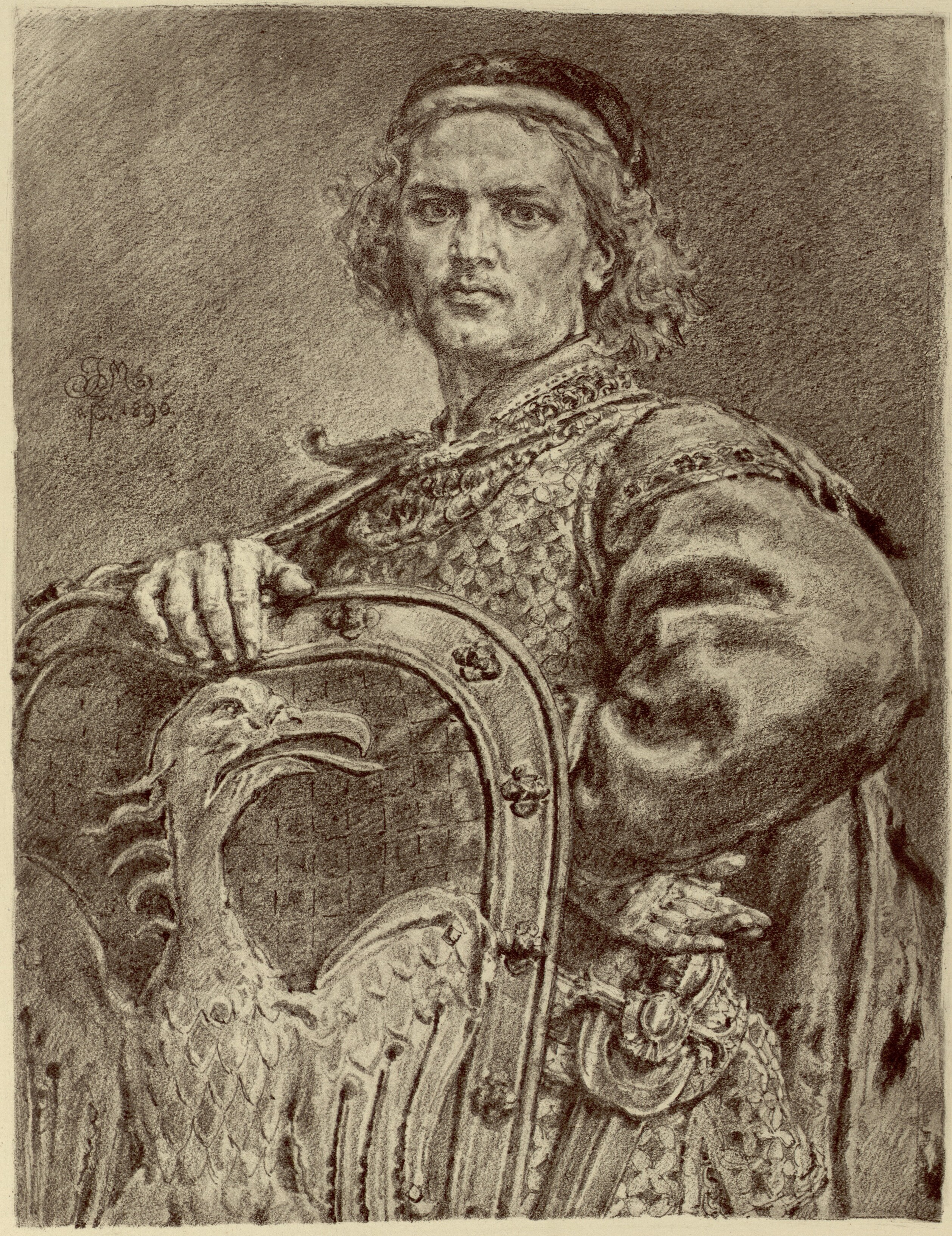
Краковский князь Лешек Белый

В 1211 году Игоревичи развернули репрессии против галицких бояр (летопись оценивает число погибших в 500 человек), после чего сами Кормиличичи впервые обратились к Андрашу с просьбой посадить в Галиче Романовичей, хотя, по мнению Грушевского, уже тогда пришли к мысли править самостоятельно. В походе кроме венгров и поляков участвовали Александр Всеволодович с братом, не названный летописью сын Ингваря Ярославича с силами из Луцка, Дорогобужа и Шумска, Мстислав Немой пересопницкий, силы из Белза. Сначала союзникам сдался Перемышль, при этом был захвачен Святослав Игоревич. Затем был осаждён Звенигород. На помощь осаждённым пришёл Изяслав Владимирович с половцами, но был разбит на реке Лютой, а пытавшийся вырваться из города Роман Игоревич попал в плен, город сдался. Владимир Игоревич бежал из Галича, союзники его преследовали, на реке Незде Изяслав был вторично разбит и потерял обоз. Галицким князем был провозглашён Даниил.
Галицко-Волынская летопись говорит о повешении трёх Игоревичей: Романа, Святослава и Ростислава, а Новгородская первая летопись приводит слова Всеволода Чермного смоленским Ростиславичам о повешении двух его братьев в Галиче.
Владислав Кормиличич вскоре выгнал княгиню и сам вокняжился в Галиче. Тогда Андраш вновь посадил княгиню с Романовичами на княжение, но после его ухода бояре привели на княжение Мстислава Немого, и княгиня с Даниилом бежала в Венгрию, а Василько Романович в Белз, но в 1213 году Лешек отобрал у Романовичей Белз и вернул его Александру, причём дальнейшие события показывают западный берег Буга снова под властью Лешека.
Владислав вновь вернулся в Галич, но уже при поддержке венгерских и чешских войск. Тогда княгиня с Даниилом предпочли покинуть короля и были приняты Лешеком, который организовал вскоре поход на Галич с участием Александра и Всеволода Всеволодовичей, а также Мстислава Немого. Владислав со своими иностранными войсками потерпел поражение на реке Бобрке, но смог удержать Галич (1213).
Поход Лешека осложнил его отношения с Андрашем, и тот двинулся походом на Краков. Тогда Лешек выступил с инициативой династического брака 5-летнего сына Андраша Коломана, которого папа римский Иннокентий III провозгласил «королём Галицким», и своей 3-летней дочери Саломеи и совместного захвата и раздела Галиции. Соглашение было заключено в Спиши в 1214 году. Галич был захвачен Андрашем, галицким князем стал Коломан, Лешек получил Перемышль, а его воевода Пакослав — Любачев. В том же году при посредничестве Пакослава в качестве компенсации Романовичам Лешек добился для них владимирского престола: Александру пришлось уйти в Белз. Владислав Кормиличич умер в венгерском плену.

### Романовичи на Волыни. Мстислав Удатный в Галиче

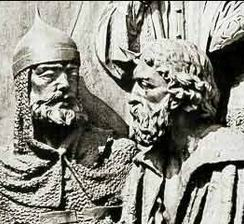
Даниил Галицкий (справа) с Мстиславом Удатным на Памятнике «1000-летие России» в Великом Новгороде

Союз Андраша и Лешека вновь распался, когда Андраш отобрал у поляков их владения в Галиции, после чего Лешек обратился к новгородскому князю Мстиславу Удатному, сыгравшему большую роль в захвате Киева у Всеволода Чермного (1212) и Липицкой победе (1216) над суздальскими Юрьевичами, с предложением занять Галич. Грушевский датирует этот призыв 1216—1217 годами, а первый приход Мстислава в Галич 1219 годом (в частности, вслед за Карамзиным Н. М.). По другой версии, первый приход Мстислава в Галич состоялся уже в 1215 году, что частично отражает известия первоисточников.
В преддверии прибытия в Галич Мстислава не только галичане, но и Судислав призвали на княжение Даниила, но он предпочёл уклониться от столкновения с самой мощной в тот момент на Руси княжеской группировкой. Более того, Даниил женился на дочери Мстислава Анне и, получив от него гарантию нейтралитета, вернул себе волынские владения на западном берегу Буга. Это стало причиной разрыва между Лешеком и Мстиславом и возобновления венгерско-польского союза, причём Лешек отказался от собственных претензий в Галиции. Союзники захватили Перемышль, из которого бежал тысяцкий Мстислава Ярун, затем нанесли поражение авангарду войск Мстислава во главе с Дмитром под Городком. Согласно летописи, Мстислав стоял с основными силами, включая союзные черниговские, на реке Зубра. Мстислав дал поручение Даниилу и Александру сесть в осаду в Галиче, причём Александр уклонился от его исполнения. Осаждённые встретили противника на подступах к городу, на Кровавом броду. Затем союзники пошли на Мстислава и вытеснили его из княжества, после чего Мстислав разрешил Даниилу покинуть Галич. Отход носил характер прорыва, в итоге завершившегося удачно. Даниил вернулся во Владимир.
В 1220—1221 годах Мстислав с половцами предпринял ещё два похода на Галич. Венгерским войском командовал воевода Фильний (в русской летописи называемый «Филя»). Первый поход завершился сражением на подступах к городу, но во время второго город был взят, Коломан — захвачен в плен и отвезён в Торческ (затем в 1221 году был заключён мир, и сын Андраша II, носивший то же имя, женился на дочери Мстислава). Л. Войтович связывает с одним из этих сражений под Галичем гибель Святослава, сына Владимира Мстиславича. Одновременно с первым на Волыни происходило другое противостояние: Лешек, поддержанный Александром, не давал Даниилу возможности пойти на помощь Мстиславу, а Польшу атаковали литовцы, с которыми незадолго до этого княгиня заключила мир, также Даниила и Лешека мирил брат последнего, Конрад Мазовецкий. После завершения кампании Даниил разорил Белзское княжество, но конфликт затянулся. После битвы на Калке в 1223 году, в которой участвовали и Мстислав, и Даниил, и Мстислав Немой, и половцы под началом Яруна, а также погибли двое Ингваревичей, на сторону Александра встал сам Мстислав, его двоюродный брат Владимир Рюрикович киевский и половцы, а Лешек — на сторону Даниила. Дважды противники собирали войска друг против друга, но до серьёзных столкновений дело не дошло.
В 1226 году Мстислав поехал в степи к Котяну, что вызвало у галицких бояр опасения по поводу его возможного возвращения с половцами для их подавления. Тогда же Мстислав передал венгерскому королевичу Андрашу Перемышль, и Бела IV вторгся в Галицкую землю. Он взял Теребовль, Тихомль, но не смог взять Кременец и был разбит Мстиславом под Звенигородом, причём Даниил блокировал Лешека, идущего на помощь венграм. Летопись приводит рассказ о предсказании Беле IV смерти при виде Галича, объясняя этим тот факт, что он лично не приближался к городу, а когда был разбит под Звенигородом, бежал, якобы «смятеся умом». Несмотря на победу, в 1227 году Мстислав отдал королевичу Андрашу и сам Галич, оставив себе лишь Понизье. Согласно летописи, передача венграм Галича планировалось как временная мера из-за недовольства бояр Мстиславом с перспективой возвращения при наступлении более благоприятной обстановки. Поскольку вариант передачи Галича Даниилу такую перспективу исключал, он отметался: «Княже, дай дщерь свою обрученую за королевича, и дай ему Галичь. Не можешь бо держати самъ, а бояре не хотять тебе… Аже даси королевичю, когда восхощеши, можеши ли взяти под нимь. Даси ли Данилови, в векы не твой будеть Галичь».
В 1227 году Мстислав Немой в нарушение прав своих старших племянников Ингваревичей, умирая, оставил Луцкое княжество Даниилу, поручив его заботам своего сына Ивана. Тогда Ярослав Ингваревич захватил Луцк, но Даниил послал войско и перевёл Ярослава в Перемиль и Меджибож, уже в качестве своего подручника, а Луцк и Пересопницу отдал Васильку. В то же самое время Ростислав Святополчич пинский овладел волынским городом Чарторыйском, и Даниил захватил город и взял в плен сыновей Ростислава. При этом Мстислав принял сторону Даниила, и последним его политическим планом, так и не осуществившимся из-за его смерти, стал новый захват Галича с помощью половцев для Даниила с сохранением самому Мстиславу Понизья.

### Борьба Даниила за Галич

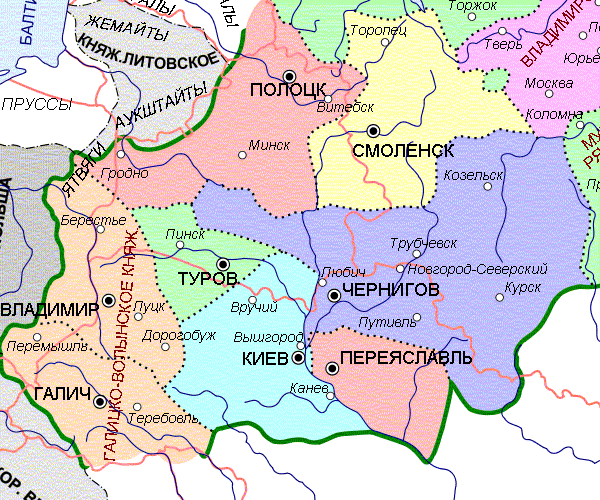
Юго-западные русские княжества в начале XIII века

Смерть Мстислава Удатного в 1228 году открыла Даниилу возможность предъявить собственные претензии на Галич, но одновременно поставила его лицом к лицу с многочисленными противниками. В том же году Даниил был осаждён в Каменце силами Владимира киевского, Михаила черниговского, Ростислава пинского и Котяна, но смог договориться с Котяном не только об отводе половецких войск, но и об атаке ими контролируемой венграми Галицкой земли. Затем Даниил с Александром и поляками провели ответный поход на Киев и заключили мир.
Уже в 1229 году, воспользовавшись отсутствием Судислава, галичане призвали Даниила на княжение. В осаде города принял участие Владимир Ингваревич. Даниил стал галицким князем. Сразу же последовал поход Белы IV на Галич. На стороне Даниила были поляки, половецкие союзники были у обеих сторон. Венгры потерпели поражение на подступах к Галичу и понесли большие потери на обратном пути от паводка и эпидемии в войске, но в 1230 году бояре составили заговор против Даниила при участии Александра. И хотя заговор был раскрыт, а Александр лишён своего княжества в пользу Василька, в следующем году Даниил, не имея поддержки в Галиче, уступил его венграм, взявшим Ярославль и осаждавшим Владимир.
Потерпевший в 1231 году неудачу в борьбе за новгородское княжение Михаил черниговский стал претендовать на Киев, и Даниил помог Владимиру Рюриковичу отстоять Киев, получив за это Поросье (оно было передано им сыновьям Мстислава, в том числе Изяславу.
Венгры в союзе с болоховцами предприняли из Галича два похода против Даниила: в район Белобережье—Случь—Шумск (неудачно), а затем на Тихомль и Перемиль. Даниил имел постоянную поддержку со стороны Владимира и Котяна, а также Изяслава, но тот отошёл от союза и сам взял Тихомль.
Осенью 1233 года Даниил 9 недель осаждал Галич. Королевич Андраш умер, а Даниил вновь вернул себе княжение. Александр, покинувший Даниила во время осады за обещание ему Судиславом галицкого княжения, был перехвачен весной 1234 года на пути в Киев к Владимиру, на дочери которого он был женат, и помещён в заточение, во время которого и умер.
В 1234 году Владимир, осаждённый в Киеве Михаилом, попросил помощи у Даниила, и был проведён совместный поход в Черниговское княжество. Земли по Десне были разорены, Чернигов подвергся осаде и обстрелу из камнемётных орудий. С черниговской стороны мир был заключён двоюродным братом Михаила Мстиславом Глебовичем. Летопись преподносит это как часть плана Михаила по прекращению вторжения своих противников в чернигово-северские земли при одновременной подготовке собственного очередного наступления. В историографии же встречается трактовка событий 1234 года как удачное вмешательство в дела Черниговского княжества на стороне одного из представителей местной династии по аналогии с другими подобными ситуациями начала XIII века. Катастрофические последствия имел ответный поход Изяслава и половцев: в битве под Торческом был разбит Даниил и пленён Владимир, Изяслав стал киевским князем; галицкие бояре дезинформировали Даниила о вторжении Изяслава с половцами на Волынь, Василько был отправлен на перехват, и таким образом в 1235 году бояре смогли изгнать Даниила из Галича и принять Михаила.
Потеря Галича толкнула Даниила даже на то, чтобы 14 октября 1235 года в качестве вассала венгерской короны участвовать в коронации Белы IV в Фехерваре, но это не принесло результатов. По возвращении с коронации Белы IV, в самом конце 1235 года, Василько провёл поход под Галич, а в 1236 году галицкие бояре с болоховцами совершили набег на Каменец, но потерпели тяжёлое поражение от Даниила, взявшего много пленных. Михаил и Изяслав потребовали их выдачи, привели половцев и вступили в союз в Конрадом Мазовецким. Однако половцы нанесли удар по само́й галицкой земле, а Конрад был разбит Васильком, также взявшим много пленных. Тогда Романовичи осадили Михаила и его сына Ростислава (с венгерским гарнизоном) в Галиче летом 1237 года. Взять Галич не удалось, но Романовичи вернули себе Перемышль. Михаил уже в 1238 году отнял его назад, и в конце 1238 года во время похода на Литву галицких бояр и Ростислава галичане призвали Даниила, который уже окончательно овладел Галичем.
В начале 1240 года монголы, разорив Черниговское княжество, расположились на левом берегу Днепра напротив Киева и потребовали сдачи города. Тогда Михаил уехал в Венгрию в поисках союза с Белой IV, а его семья, включая его жену (сестру Даниила), была захвачена в Каменце Ярославом (по различным версиям, Ярославом Ингваревичем или Ярославом владимирским), который отпустил пленников по просьбе Даниила. В Киеве Даниил посадил своего тысяцкого Дмитра, принял вернувшегося из Венгрии Михаила, обещал дать ему Киев, а Ростиславу Михайловичу дал Луцк. После взятия Киева монголы вторглись в Галицко-Волынское княжество, князья укрылись в Венгрии и Польше, а затем Михаил вернулся в Киев и княжил там до передачи города монголами Ярославу Всеволодовичу в 1243 году.
В отличие от своего отца, Ростислав, вернувшийся в Чернигов, не отказался от дальнейшей борьбы. В Галиче, воспользовавшись отъездом Романовичей, бояре самовольно захватывали земли: Понизье, Перемышль, княжеские коломыйские соляные копи. Болоховцы, избежавшие разорения своих земель монголами за предоставление им фуража, в 1241 году атаковали вместе с Ростиславом Бакоту, за что Романовичи ответным походом разгромили их, а в следующем году Ростиславу удалось ненадолго вокняжиться в Галиче. При приближении войск Романовичей он бежал, а погоня организована не была из-за опасной близости монголов, весной 1242 года возвращающихся из Европы.
В 1243 году был реализован план бракосочетания Ростислава и венгерской принцессы Анны, отвергнутый в 1239 году Белой IV. Михаилу же пришлось покинуть Киев, он оказался нежеланным гостем в Венгрии и уехал в Чернигов.
В 1243—1244 годах Романовичи вмешались в польскую междоусобицу на стороне Конрада Мазовецкого против его племянника Болеслава Стыдливого и провели два похода, в результате чего установили контроль над Люблинской землёй. В последующем заключительном столкновении с Ростиславом поляки Болеслава выступят на его стороне, поляки Конрада — на стороне Романовичей. Почти одновременно с этим Ростислав овладел Перемышлем, но затем вынужден был его оставить, а Романовичи отбили два набега литовцев, причём в решающем столкновении 1245 года Миндовг выступил союзником Романовичей.
В 1245 году Ростислав с венграми и поляками вновь овладел Перемышлем, усилил своё войско местными воинами и осадил Ярославль, под которым произошла одноимённая решающая битва. На стороне Даниила также сражались половцы (поляки Конрада и литовцы, по данным летописи, не успели присоединиться с Романовичам). Даниил одержал решительную победу. Галицкий боярин Владислав Юрьевич и известный по событиям начала 1220-х годов венгерский воевода Фильний были взяты в плен и казнены, Ростислав бежал в Венгрию, получил от тестя удел и отказался от борьбы.

### Последующие события
После Ярославского сражения Мауци, один местных ордынских правителей, предъявил претензии на южную, галицкую половину владений Даниила, но тому удалось в 1245 году получить признание себя правителем и Галича, и Волыни при личном визите к Батыю. Однако в начале 1250-х годов другой местный ордынский правитель, Куремса, начал собственные действия по овладению пограничными со степью галицко-волынскими землями. Он не ставил своей целью смену власти в Галиче и не предоставил известному по событиям начала 1230-х годов Изяславу помощи в овладении городом в 1254 году. Тот, заняв Галич на свой страх и риск, был выбит из города отрядом под руководством Романа Даниловича, получившего на 200-километровый переход от Грубешова до Галича мясо 6 кабанов и приказ вступать в бой вне зависимости от того, будут ли с Изяславом татары.

## Комментарии
1. ↑  В частности, Демьян, Мирослав, Вячеслав Толстый, Шелв и др.
2. ↑  В частности, Владислав Кормиличич, Судислав, Жирослав, Владислав Юрьевич и др.
3. ↑  С учётом попытки Ярослава Всеволодовича в 1206 году занять галицкий престол.
4. ↑  По материнской линии и Лешек, и Андраш II были потомками Мстислава Великого.
5. ↑  Известие Новгородской первой летописи об уходе Мстислава из Новгорода на юг в 1215 году; сообщение Андраша римскому папе об осаде Галича русскими войсками вскоре после прихода в него Коломана и переговоры Мстислава Удатного с Андрашем по вопросу вокняжения Мстислава в Галиче; планы младших Всеволодовичей суздальских по разделу русских земель в случае победы в 1216 году.
6. ↑  По версии исследователей, датирующих первый поход Мстислава на Галич 1215 годом, затем Мстислав уехал на север и одержал Липицкую победу (1216).